# جاكسون ميرفي
جاكسون ميرفي (بالإنجليزية: Jackson Murphy)‏ هو صحفي وناقد سينمائي أمريكي، ولد في 28 يوليو 1998 في تروي في الولايات المتحدة.

## وصلات خارجية
- الموقع الرسمي
- جاكسون ميرفي على موقع IMDb (الإنجليزية)